# Amy Cottonová
Amy Cottonová (* 22. ledna 1980) je bývalá kanadská zápasnice – judistka.

## Sportovní kariéra
Pochází z rybářské obce Judique v Novém Skotsku, kde začala s judem ve věku 6 let. Ve svých 15 letech se přesunula do Montréalu, kde se připravala pod vedením Sylvaina Héberta a později Hiroši Nakamury. V kanadské ženské reprezentaci se pohybovala od roku 1998 v polotěžké váze do 78 kg. Od roku 2002 nahradila na pozici reprezentační jedničky Jacynthe Maloneyovou. V roce 2004 se kvalifikovala na olympijské hry v Athénách, kde ve druhém kole nestačila v boji na zemi na Italku Lucii Moricovou.
V roce 2007 měla problémy s levým ramenem, kvůli kterému jí v reprezentaci nahradila Marylise Lévesqueová. Následně v olympijském roce 2008 s Lévesqueovou prohrála nominaci na olympijské hry v Pekingu. Na své druhé olympijské hry v Londýně se kvalifikovala v roce 2012. V Londýně nestačila v úvodním kole na Francouzku Audrey Tcheuméovou. Sportovní kariéru ukončila v roce 2014. Žije nedaleko Saskatoonu ve Warman a věnuje se trenérské práci.

### Vítězství na mezinárodních turnajích
- 2008 - 1x světový pohár (Rotterdam)
- 2011 - 2x světový pohár (Salvador, Purto La Cruz)
- 2012 - 1x světový pohár (Moskva)

## Výsledky
| Turnaj                  | 1998           | 1999           | 2000           | 2001           | 2002           | 2003           | 2004           | 2005           | 2006           | 2007           | 2008           | 2009           | 2010           | 2011           | 2012           | 2013           |
| Turnaj                  | 18             | 19             | 20             | 21             | 22             | 23             | 24             | 25             | 26             | 27             | 28             | 29             | 30             | 31             | 32             | 33             |
| Turnaj                  | polotěžká váha | polotěžká váha | polotěžká váha | polotěžká váha | polotěžká váha | polotěžká váha | polotěžká váha | polotěžká váha | polotěžká váha | polotěžká váha | polotěžká váha | polotěžká váha | polotěžká váha | polotěžká váha | polotěžká váha | polotěžká váha |
| ----------------------- | -------------- | -------------- | -------------- | -------------- | -------------- | -------------- | -------------- | -------------- | -------------- | -------------- | -------------- | -------------- | -------------- | -------------- | -------------- | -------------- |
| Olympijské hry          |                |                | —              |                |                |                | úč.            |                |                |                | —              |                |                |                | úč.            |                |
| Mistrovství světa       |                | —              |                | —              |                | úč.            |                | 7.             |                | —              |                | 7.             | úč.            | úč.            |                | úč.            |
| Panamerické hry         |                | —              |                |                |                | 3.             |                |                |                | —              |                |                |                | —              |                |                |
| Panamerické mistrovství | —              | —              | 1.             | —              | —              | 3.             | —              | 1.             | 2.             | —              | —              | 3.             | —              | —              | 3.             | 3.             |
| MS juniorů              | úč.            |                |                |                |                |                |                |                |                |                |                |                |                |                |                |                |